# Дато (титул)
Дато́ (малайск. Dato') — в средневековых малайских государствах титул, предшествующий имени высокопоставленного чиновника при дворе правителя (казначей, командующий армии и т. д.)
В настоящее время в Брунее и в штатах Малайзии с наследными правителями почетный титул кавалера ряда высших орденов, присуждаемых султанами за особые заслуги перед государством (например, орден «Panglima Setia Diraja»). Аналог английского дворянского звания «Рыцарь». В Малайзии приравнивается к федеральному титулу Датук. Супруга получает титул «Датин» (малайск. Datin), в штате Тренгану — То' Пуан (малайск. To' Puan). В штате Негери-Сембилан титул «Дато» может быть наследственным. Награждение обычно проходит в день рождения монарха (султана).